# Moordkruis (Merchtem)

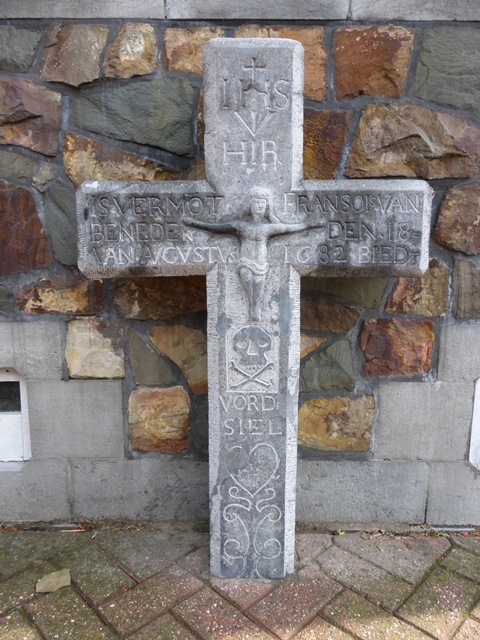
Moordkruis na de restauratie

Het Moordkruis is een herinneringskruis in de Vlaams-Brabantse plaats Merchtem, dat zich bevindt in de Stoofstraat.

## Geschiedenis
Het kruis is geplaatst ter herinnering aan koetsier François Van Beneden die aldaar werd vermoord op 18 augustus 1682. De moordenaar was de kamerheer van de heer Swaeffs welke kwartiermeester-generaal van de Nederlanden was. De moord vond plaats na woordenwisselingen voor de herberg De Swaene.
Het hardstenen kruis stond voorheen bij huisnummer 10 maar werd, toen het huis in 2007 gesloopt zou worden, verplaatst naar een veiliger plaats, bij huisnummer 13. Ook werd het kruis toen gerestaureerd.
Het kruis toont onder meer een gekruisigde Christus en de tekst:
IHS Hir is vermot Fransois Van Beneden den 18 Van Augustus 1682 Biedt vorde siel